# Histoire de la principauté de Liège
 (avril 2009).
Si vous disposez d'ouvrages ou d'articles de référence ou si vous connaissez des sites web de qualité traitant du thème abordé ici, merci de compléter l'article en donnant les références utiles à sa vérifiabilité et en les liant à la section « Notes et références ».
 (avril 2009).
Améliorez-le ou discutez des points à vérifier. 

Armes de la Principauté de Liège

L'histoire de la principauté de Liège, un ancien État du Saint-Empire romain germanique dont Liège était la capitale, s'étend du 7 juillet 985 au 1er octobre 1795.
Issue de l'Église impériale, la principauté est née en 985 lorsque l'impératrice Théophano attribue à l'évêque de Liège le pouvoir temporel sur le comté de Huy. L'histoire de la principauté s'achève en octobre 1795 lorsqu'elle est rattachée à la République française.

## Origine

### L'émergence du diocèse de Liège

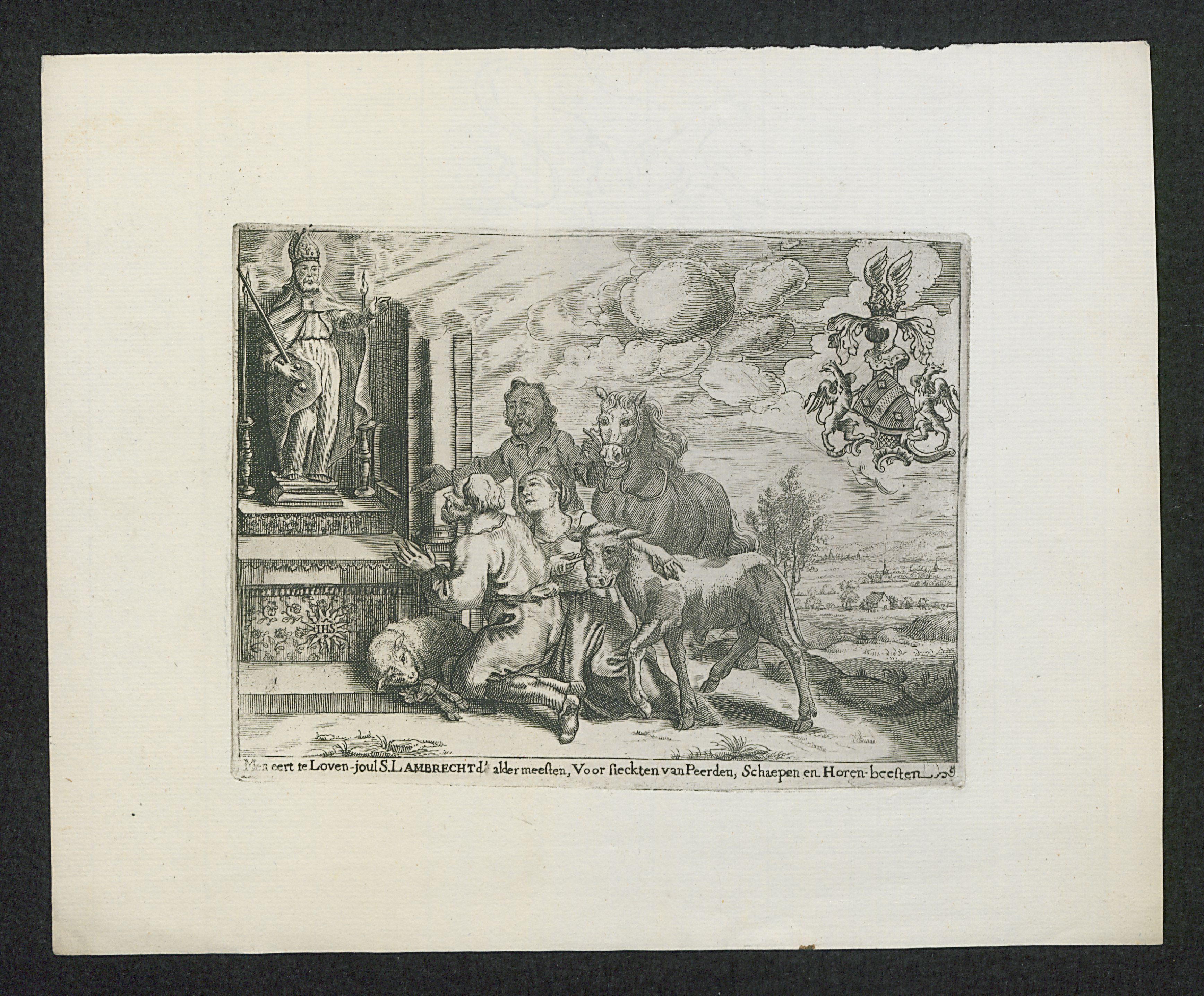
Pèlerinage en l'honneur de saint Lambert, gravure de 1648.

Lorsque le christianisme se répand dans l'empire romain au IVe siècle, l'Église romaine calque son organisation territoriale sur celle de l'État romain. À la cité romaine de Tongres se superpose dès lors le diocèse de Tongres, dont le premier évêque attesté est Saint-Servais. Tongres est toutefois supplantée par Maastricht à partir du VIe siècle, ce qui conduit l'évêque Monulphe à adopter le titre d'évêque de Maastricht (trajectensis episcopus).
Le 17 septembre d'une année inconnue (696, 700 ou 705), Pépin de Herstal, le maire du palais du royaume d'Austrasie fait assassiner l'évêque Lambert par l'intermédiaire d'un certain Dodon. L'exécution a lieu dans la maison de campagne du prélat, une villa romaine réaménagée, située à Liège, qui n'est alors qu'un petit village,. Le lieu du martyre de Saint-Lambert devient un site de pèlerinage.
Le successeur de Lambert, l'évêque Hubert prend, aux alentours de 715, la décision essentielle d'organiser la translation des reliques de Saint-Lambert depuis Maastricht vers Liège où il lui consacre un martyrium, qui deviendra plus tard la cathédrale Notre-Dame-et-Saint-Lambert. Liège devient un centre de pèlerinage et connaît un essor rapide, si bien que vers l'an 800, le siège de l'évêché y est transféré. Le diocèse est désormais appelé diocèse de Liège,.
Le diocèse multiplie les acquisitions domaniales. Cette extension est en grande partie due aux donations des rois et empereurs qui effectuent ainsi un geste à la fois religieux et politique. En 817, la charte de l'évêque Walcaud indique qu'il possédait déjà des biens à Tongres, Maastricht, Huy, Dinant, Ciney et l'abbaye de Saint-Hubert. En 889, l'évêque Francon acquiert l'abbaye de Lobbes, qui reste néanmoins rattachée au diocèse de Cambrai du point de vue spirituel.

### Liège dans l'Église impériale

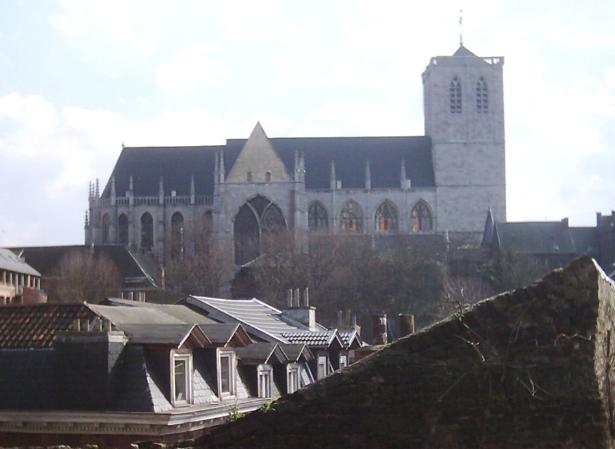
Collégiale Saint-Martin, sur le Publémont à Liège

En 843, au traité de Verdun, le diocèse de Liège est intégré à la Francie médiane.
Entre 923 et 925, la Lotharingie, dont dépend Liège, est rattachée définitivement à la Francie orientale, par l'entremise de l'aristocratie lotharingienne. Celle-ci représente un danger tant pour l'Église de Liège qu'elle désire contrôler que pour l'empereur.
Otton Ier et son frère Brunon, archevêque de Cologne font donc alliance avec l'épiscopat liégeois, afin de maintenir la Lotharingie dans le giron germanique. À part Baldéric Ier, les évêques (Hugues, Farabert, Rathier, Éracle et Notger) sont tous évêques par la volonté d'Otton ou de son frère.
En 936, Otton devient roi de Germanie. Il nomme lui-même les évêques et donne naissance à la période dite de l'Église impériale. À Liège, elle dure jusqu'en 1209.
Le jour de Noël 953, Liège connaît sa première émeute. L'aristocratie lotharingienne, menée par Régnier III de Hainaut et son frère Raoul, prend la ville. Ils installent Baldéric sur le siège épiscopal. L'évêque Rathier renonce à ses fonctions épiscopales en 955.
En 954, les Hongrois ravagent la région.
En 959, la Lotharingie est divisée : la Basse-Lotharingie ou Lothier, et la Haute-Lotharingie ou Lorraine. Liège dépend donc du Lothier. Elle en est un des trois sièges épiscopaux, avec Cambrai et Utrecht.
C'est aussi en 959 qu'Éracle est élu évêque de Liège. Il réorganise les écoles liégeoises.
En 962, le roi de Germanie, Otton, se fait couronner empereur par le pape Jean XII. Le Saint-Empire romain germanique est né.
En 971, Éracle, proche d'Otton Ier, décède. Il est enterré dans le chœur de la collégiale Saint-Martin, dont il voulait faire la nouvelle cathédrale. En effet, il estimait que le centre de Liège et sa cathédrale étaient indéfendables.
Devenus des soutiens solides de l'Allemagne, les évêques de Liège et leur entourage se défendent avec succès face aux révoltes des seigneurs lotharingiens. Afin de renforcer l'autorité des évêques, et en récompense des services rendus, l'empereur n'hésite pas à accroître leurs domaines et à compléter leur pouvoir spirituel du pouvoir temporel de prince leur permettant d'administrer le diocèse avec une autorité seigneuriale.

## La naissance de la principauté
Depuis la mort de Lambert de Maastricht, Liège a bien changé. Du modeste village qu'elle était, elle est devenue une cité florissante. Liège, depuis Charlemagne est resté terre d'Empire. Ses écoles sont renommées dans toute l'Europe, de nombreux étudiants  brillants, originaires de diverses contrées, y sont formés.
Le territoire de l'évêque s'est considérablement accru. Outre Liège, Amay, Ville-en-Hesbaye et Lustin, l'Église possède biens et droits à Tongres, Maastricht, Huy, Namur et Dinant. L'évêque possède aussi d'importants domaines : Pont-de-Loup, Marchienne-au-Pont, Arches (Charleville), Theux ; ainsi que de nombreuses abbayes et leurs dépendances : Saint-Hubert, Lobbes, Fosses, Hastière, Malines et Aldeneick. L'évêque de Liège exerce là son autorité temporelle sur ce qui sera toujours environ un tiers de son diocèse. Après 1559, le diocèse de Liège étant beaucoup plus petit, la part de la souveraineté temporelle que le Prince-évêque y exerce s'accroît fatalement.

### L'épiscopat de Notger
Notger naît en Souabe vers 930. Issu de la noblesse, il a effectué ses études à Saint-Gall, dont il aurait été prévôt. En 972, il est appelé sur le siège épiscopal de Liège. Il punit les agitateurs qui avaient sévi sous le règne d'Éracle.

#### L'acquisition de pouvoirs temporels
L'évêque reçoit de l'empereur Otton II certains droits en 974 : celui de tonlieu, de marché et celui de gruits (faire de la matière à cervoise).
L'empereur confirme les droits et les possessions de l'évêque de Liège en 980. Il lui accorde la souveraineté sur Tongres, une partie de Huy, Fosses et Malines.
La même année, Otton II accorde un privilège d'immunité générale à l'évêché de Liège : les terres et possessions de l'évêque sont immunisées à la levée d'impôts et de troupes ainsi qu'à l'exercice de la justice par les comtes. Elles relèvent désormais exclusivement de l'évêque (lui-même soumis à l'empereur) qui assure dans la pratique les mêmes fonctions qu'un comte, sans pour autant en porter le titre. Ce privilège est toutefois restreint aux seuls domaines de l'évêché éparpillés dans le diocèse, pas à l'ensemble du territoire.
L'empereur Otton II meurt en 983, son épouse l'impératrice Théophano Skleraina assure la régence pour son fils Otton III. Le roi de Francie occidentale, Lothaire, souhaite en profiter pour faire main basse sur la Lotharingie, dont Liège fait partie.
Afin de prémunir ces visées expansionnistes, l'impératrice est soucieuse de s'assurer de la fidélité de l'évêque Notger. Elle demande au comte de Huy, Ansfrid, de renoncer à sa seigneurie, qu'elle concède ensuite à l'évêché le 7 juillet 985. L'évêque de Liège portera désormais le titre de comte. Dans le comté de Huy, le comte-évêque dispose désormais d'une plénitude de juridiction : il est compétent pour juger l'ensemble du contentieux judiciaire.
Cet évènement constitue l'acte fondateur de l'État liégeois. L'attribution d'un comté entier à un évêché constitue une première dans l'histoire du Saint-Empire.
Notger semble avoir songé un temps à transférer le siège du diocèse de Liège à Huy , qu'il considère comme plus facile à défendre. Il renonce à cette idée en 987.
En 987, le diocèse de Liège reçoit un second comté : le Brunengeruz. Il acquiert également l'abbaye de Gembloux et son domaine foncier, situé entre le comté de Namur et le comté de Louvain, tout en laissant l'avouerie (le devoir de protection) à ce dernier. Ces deux extensions seront à l'origine d'une rivalité entre la principauté de Liège et le comté de Louvain d'abord, puis son successeur le duché de Brabant.
Cette année, le comte-évêque Notger, en compagnie de l'impératrice Théophano, prend et détruit le château de Chèvremont qui sert de base d'une révolte contre l'autorité du Saint-Empire.

#### Notger le bâtisseur
L'acquisition de nouvelles terres - la principale source de richesses au Moyen-Âge - permet à Notger de financer de nombreux chantiers.
En 978, Notger fait ériger la nouvelle cathédrale Notre-Dame-et-Saint-Lambert de Liège. Elle remplace la basilique édifiée par saint Hubert. Sa construction s'étend jusqu'en 1015.
Sous son épiscopat, la collégiale Saint-Paul est achevée tandis que sont également érigées les collégiales Sainte-Croix, Saint-Denis et Saint-Jean.
Notger fait ceindre sa capitale d'une muraille.
Vers l'an 1000, Liège est devenue un centre culturel de l'Europe occidentale, une Athènes du Nord, place que lui prend Paris deux siècles plus tard. Elle possède les écoles les plus renommées du monde chrétien.
Instrument puissant de la politique impérialiste, cet homme influent est en outre un conseiller intime de l'empereur. Notger meurt le 10 avril 1008. Il laisse une marque indélébile dans la ville de Liège : fondation de plusieurs collégiales et abbayes, fortifications, le palais épiscopal, la construction du quartier de l'Isle. On a coutume de dire « Liégeois, tu dois Notger au Christ et le reste à Notger ».

### De Baldéric II à Théoduin (1008-1075)
Baldéric II devient prince-évêque de Liège en 1008. Cet aristocrate originaire du diocèse fut chapelain d'Otton III et d'Henri II. La même année, il agrandit les terres de la principauté de terres condrusiennes situées sur les hauteurs de Huy. Henri II lui fait aussi don du village de Jupille et ses dépendances à l'évêque de Verdun
En 1012, le prince fait fortifier le village de Hoegaarden, sur la Gette, non loin de Louvain, ce qui déclenche les hostilités du comte Lambert de Louvain. Les forces liégeoises sont écrasées à Hoegaarden le 10 octobre 1013. Le Brunengeruz passe sous suzeraineté de Louvain, ainsi que l'avouerie de Gembloux.
En 1014, la principauté reçoit le marquisat de Franchimont.
Le 12 avril 1015, les troupes du duc de Basse-Lotharingie, Godefroy Ier et ses alliés liégeois écrasent celles de Lambert de Louvain et de son allié le comte Robert II de Namur lors de la bataille de Florennes.
Les troupes du duc de Basse-Lotharingie et celles du prince-évêque de Liège sont écrasées par les troupes de Thierry III de Frise, lors de la bataille de Vlaardingen. Baldéric II meurt la même journée, le 29 juillet 1018.
Le territoire de l'Église de Liège s'agrandit encore en 1040, quand le prince-évêque Nithard reçoit le comté de Hesbaye (la Hesbaye liégeoise, comprise entre la Meuse et le Geer, à l'ouest de Liège).

#### La première charte des libertés en Europe

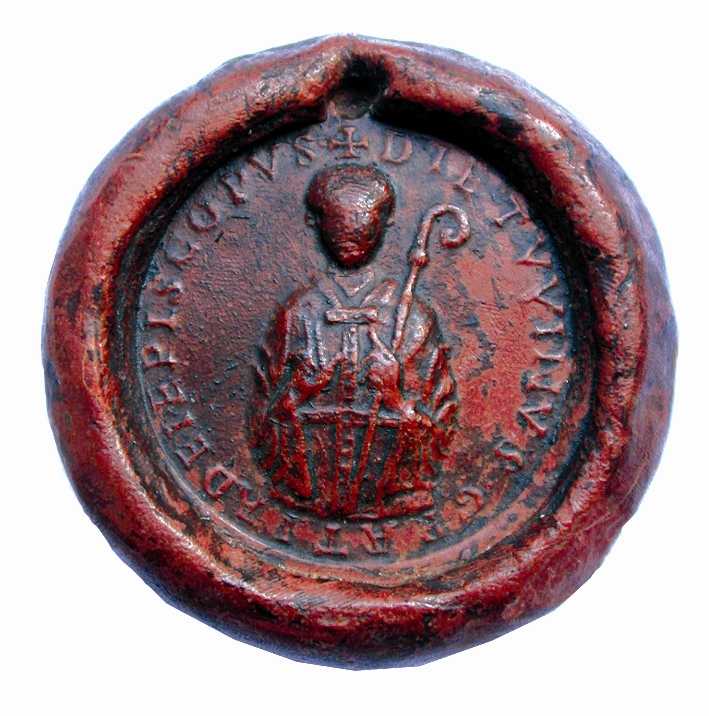
Sceau du prince-évêque Théoduin figurant sur la charte de Huy

Sous le règne de l'évêque Théoduin, Huy est une ville prospère de marchands d'étain, de laiton et de cuir qui rayonnait sur toute l'Europe. Sa collégiale ayant été incendiée en 1053 par le comte de Flandre, le prince-évêque veut y bâtir une nouvelle mais, ne disposant pas des fonds nécessaires, il conclut un accord avec les marchands qui lui abandonnent la moitié de leurs capitaux.
En contrepartie, Théoduin accorde en 1066 une charte aux bourgeois de Huy. Celle-ci précisait entre autres qu'en cas de vacance épiscopale, les Hutois garderaient le château. Les serfs seraient dorénavant protégés contre les abus, la justice officielle remplacerait la vengeance, des accusations de dettes pourraient être contestées. La charte de Huy est la première charte de franchise connue accordant une réelle autonomie à une ville.

## La querelle des Investitures (1075-1123)
À partir de 1075, la papauté entre en conflit avec le Saint-Empire au sujet de l'investiture des évêques. Le pape Grégoire VII souhaite reprendre la main sur la désignation des évêques au détriment de l'empereur, ce qui aurait pour effet de remettre en cause le système de l'Église impériale dont la principauté de Liège est une émanation.
Le prince-évêque Otbert, soutien de l'empereur Henri IV, entame une politique d'expansion territoriale. Il profite du besoin de financement des barons de la Première croisade pour acquérir de nouveaux territoires. Le 16 juin 1096, il achète Couvin et toutes ses dépendances à Baudouin II de Hainaut. La même année, il acquiert également le château de Bouillon auprès du duc Godefroy de Bouillon au prix de 1.300 marcs d'argent fin (ce qui équivaut à 300 kg de métal précieux).
En 1119, éclate une querelle lors de la succession d'Otbert. Deux candidats sont en lice : Frédéric de Namur, archidiacre de Brabant et grand-prévôt de Saint-Lambert, partisan du pape, et Alexandre, partisan d'Henri IV, l'empereur excommunié.
L'empereur Henri V attribue l'évêché à Alexandre, aidé par le duc de Basse-Lotharingie, Godefroid Ier de Louvain. L'archevêque de Cologne, Frédéric de Schwarzenbourg (1100-1131), partisan de Frédéric de Namur, excommunie Alexandre. Le 23 avril de l'année 1119, on élit, à Cologne, Frédéric de Namur. En cette même année, à Mouzon, une tentative de réconciliation échoue entre le pape Calixte II et l'empereur.
Le 26 octobre 1119, lors du concile de Reims, le pape consacre Frédéric de Namur. Henri V et Alexandre sont de nouveau excommuniés. Le même jour, celui-ci, aidé par Godefroid de Louvain, s'empare du château de Huy. Le nouveau prince-évêque reprend le château et repousse les armées du duc. Alexandre se soumet.
Le 27 mai 1121, Frédéric de Namur meurt, peut-être empoisonné. Alexandre réussit à se faire élire. Le 2 septembre, l'archevêque de Cologne convoque les deux camps en assemblée. Il force aussi Alexandre à renoncer à l'évêché de Liège.
Le 23 septembre 1122, on promulgue le Concordat de Worms, qui met fin à la Querelle des Investitures : le pape et l'empereur se sont réconciliés. L'empereur renonce à l'investiture des évêques par la crosse et par l'anneau, donc au pouvoir spirituel. Il laisse à l'Église le choix des évêques et des abbés. Le pape, lui, reconnaît à l'empereur le droit de présider les élections et de donner au nouveau prélat une investiture par le sceptre, c'est-à-dire le pouvoir temporel.

## De Albéron de Louvain à Albert de Cuyck (1123-1200)
Le 1er janvier 1123, après deux ans de vacance, le trône de Liège retrouve un prince-évêque : Albéron Ier, frère de Godefroid Ier de Louvain, duc de Basse-Lotharingie et comte de Louvain. Il n'est pas liégeois, vu l'implication du clergé local dans la querelle, mais provient de Metz Il abolit le droit de mainmorte sur tout son domaine. En 1124, Albéron instaure le culte de Marie-Madeleine. La même année apparaît l'avoué de Hesbaye, porte-étendard de l'armée épiscopale. Albéron Ier décède le 1er janvier 1128.
En 1128, Alexandre Ier est élu. Il est issu de la noblesse hesbignonne. Après ses différents échecs (cf. supra), il est enfin élu canoniquement.
En 1128, le roi Lothaire II dépose le duc Godefroid Ier de Louvain. Il nomme son successeur : le comte Waléran II de Limbourg. Le 7 août 1129, l'évêque, aidé par Waléran II, remporte à Wilderen la victoire sur Godefroid Ier de Louvain, son ancien allié  et protecteur. Mais le prince-évêque Alexandre Ier est accusé de simonie par le pape Innocent II en 1135, et déposé au concile de Pise.
Le 22 mars 1135, Albéron II, originaire de Metz monte sur le siège épiscopal de Liège. En 1139, il participe au concile de Latran. Entre 1140 et 1142, Renaud Ier de Bar et Henri IV de Luxembourg, prennent, brûlent et pillent la ville liégeoise de Fosses (Fosses-la-Ville). En 1141, le prince-évêque récupère Bouillon, perdue en 1134. Albéron II meurt à Orte, en Italie le 22 mars 1145.

## La Principauté en mutation: l'essor des communes et des métiers
Les principautés laïques se développent : les nobles du comté de Hainaut et du duché de Brabant deviennent puissants. Auparavant, l'ancienne voie romaine menant de Cologne à Boulogne-sur-Mer constituait la principale route de la région; elle est maintenant supplantée par une nouvelle voie  qui de Maastricht, rejoint Gand et Bruges en passant par Tirlemont, Louvain et Gand, donnant ainsi au duc de Brabant une importance croissante.
La Principauté de Liège contrôle une grande partie de cette route, bloquant le développement du Brabant vers l'est.
Le 5 mars 1200, Hugues de Pierrepont, originaire de Laon est nommé prince-évêque.
En 1204, le duc Henri Ier de Brabant reçoit l'avouerie de Eersen : Maastricht devient ainsi une co-seigneurie (Brabant-Liège).
La même année, selon l'accord conclu avec Albert II de Dabo-Moha, la principauté reçoit le comté de Moha, qui ne sera réellement uni à Liège qu'en 1225, après la mort de l'héritière, Gertrude de Dabo.
Philippe de Souabe aurait confirmé la charte d'Albert de Cuyck le 3 juin 1208 : l'inviolabilité du domicile est garantie. Cette charte, dont l'authenticité est mise en question par plusieurs historiens aurait préfiguré une constitution.
En 1209, l'empereur Othon IV de Brunswick renonce à toute intervention dans les élections épiscopales.
En 1210, le pape Innocent III excommunie l'empereur et menace de le déposer. Il sera remplacé par Frédéric II de Hohenstaufen. Le duc de Brabant s'agite, il réclame le comté de Moha et veut faire payer les Liégeois.
Du 3 au 7 mai 1212, Henri Ier de Brabant, profitant de l'absence de la noblesse, saccage Liège et la Hesbaye. Il recommencera l'année suivante, brûlant Tourinnes, Waremme, Waleffe, et Tongres.
En 1213, le 13 octobre, Hugues de Pierrepont, aidé par les milices de Liège, Huy, Dinant, Fosses et Thuin, remporte la bataille de Steps. Les Liégeois et leurs alliés du comté de Looz vainquent les Brabançons. Le prince-évêque fait brûler Léau, Landen et Hannut, ainsi que les villages du territoire de Tirlemont.
La même année, l'empereur Frédéric II renonce à intervenir dans les élections des évêques : c'est la fin du système de l'Église impériale.
Le 2 février 1214, le duc Henri Ier de Brabant et le prince-évêque signent un traité de paix.
En 1227, Hugues de Pierrepont refuse l'archevêché de Reims. Il rachète à l'archevêque de Reims les droits que celui-ci possédait en propre à Saint-Trond.
Le 9 avril 1230, Henri VII du Saint-Empire confirme la charte d'Albert de Cuyck et le diplôme de Philippe de Souabe de 1208
Les habitants de Hasselt reçoivent les mêmes droits que ceux de Liège en 1232.
En 1238, le chapitre cathédral confie l'inquisition aux dominicains. La même année, des hérétiques sont brûlés à Liège.
Jean d'Eppes meurt pendant le siège du château de Poilvache, le 1er avril 1238
Le 22 juin, Guillaume de Savoie devient prince-évêque, il est le fils du comte de Savoie, Thomas Ier. Le chanoine Otton d'Erbstein conteste l'élection, aidé par l'empereur Frédéric II. Des troubles éclatent dans tout le pays. Le 29 mai 1239, Guillaume de Savoie se rend à Rome, où le pape Grégoire IX confirme son élection. Le 30 juin de la même année, la rupture entre l'empereur et le pape est complète. Grégoire IX excommunie et dépose Frédéric II.
Guillaume meurt le 29 mai 1239, sur le chemin du retour de Rome, probablement empoisonné. Il sera inhumé dans l'abbaye d'Hautecombe.
Le 30 octobre 1240, un nouveau prince-évêque est élu, il s'agit de l'évêque de Langres, Robert de Thourotte ou de Langres. Il n'a pas reçu les droits régaliens de l'empereur, celui-ci étant excommunié.
En 1245, le prince assiste au concile de Lyon durant lequel Frédéric II est déposé par Innocent IV. Robert de Thourotte peut ainsi  régner sans avoir reçu les droits régaliens.
En 1246, la Fête-Dieu est instaurée dans tout le diocèse de Liège, à la demande de sainte Julienne, prieure à la léproserie de l'hospice de Cornillon. Le 9 juin de la même année, la bulle d'Innocent IV confirme les institutions du diocèse. La cathédrale est gérée par le prince-évêque, 59 chanoines tréfonciers, 11 chanoines de Saint-Materne, 12 chanoines de la Petite Table, 2 chapelains impériaux et 2 chapelains épiscopaux.
Le 16 octobre, Robert de Thourotte meurt. Il sera inhumé dans l'abbaye de Clairvaux. Sa succession divise les chanoines, 112 candidats aspirent au pouvoir épiscopal. Le 27 septembre 1247, Henri de Gueldre est finalement élu. C'est un homme violent et débauché. La population l'appelle le « Grand Ribaud de la Cité ». Il célèbre de véritables orgies dans la ville de Liège. Mais c'est un homme de guerre, le pape Innocent IV le dispense de prendre les ordres. Un suffragant remplit alors les fonctions épiscopales.
Le 1er novembre, Henri de Gueldre reconnaît la souveraineté des laïques dans l'administration du temporel et celle du clergé dans les affaires ecclésiastiques.
En 1251(en octobre ou en novembre), la Fête-Dieu est célébrée pour la première fois en la basilique Saint-Martin de Liège.
Innocent IV, en 1252, accorde des indulgences aux personnes contribuant à la reconstruction de la cathédrale, en chantier depuis l'incendie de 1185.
En 1347, le prince-évêque de Liège rejoint l’alliance nouée antérieurement entre Flandre, Brabant-Limbourg, et Hainaut-Hollande-Zélande, à l’initiative de Jacques Van Artevelde.

La principauté de Liège en 1350

## La Paix de Fexhe
Signée le 18 juin 1316 à Fexhe-le-Haut-Clocher, la Paix de Fexhe introduit un esprit démocratique dans l’administration de la principauté de Liège et de sa capitale, Liège. Elle est la reconnaissance formelle et légale du partage du gouvernement entre le prince et le pays.

## Les guerres contre les Bourguignons
Entre 1465 et 1468, les Liégeois vont refuser la domination des ducs de Bourgogne Philippe le Bon puis Charles le Téméraire en quête de nouveaux territoires. Plusieurs batailles ont lieu. Elles sont perdues par les Liégeois qui continuent néanmoins à se rebeller contre le duc de Bourgogne et son neveu le prince-évêque Louis de Bourbon placé à la tête de la principauté par le duc. Ces rébellions et les agressions des Liégeois finissent avec la mise à sac de la ville de Liège au début du mois de novembre 1468 par les Bourguignons et la complicité forcée du roi de France Louis XI. Toute la cité est incendiée et détruite sauf les édifices religieux et quelques rares immeubles publics. Le perron, symbole des libertés, est déplacé à Bruges jusqu'en 1478, année suivant le décès de Charles le Téméraire.
Cet épisode bouleverse la politique extérieure liégeoise : en 1477, les États décident d'abandonner l'interventionnisme dans les conflits voisins. Le 19 avril 1478, le prince-évêque et les États de Liège proclament la neutralité perpétuelle de la principauté. Cette neutralité n'est reconnue par les puissances voisines qu'une quinzaine d'années plus tard, via le traité de Senlis du 23 mai 1493 relatif à neutralité de la Principauté de Liège. Le prince-évêque Jean de Hornes y promet l'impartialité de l'État et lui interdit tout acte d'hostilité quelconque tandis que la France de Charles VIII et les Pays-Bas des Habsbourg de Philippe le Beau, sous tutorat de l'empereur Maximilien Ier, garantissent l'absence de toute violence.
À partir de 1506, Charles de Gand est souverain des Pays-Bas, en tant qu’héritier des ducs de Bourgogne, tandis que la principauté de Liège possède pour dirigeant le cardinal Érard de la Marck. En 1518, une alliance défensive est conclue, assurant ainsi la paix entre les deux souverains ; elle offre à Charles la possession des enclaves de Mariembourg, de Philippeville et de Charlemont, où il fait édifier des forteresses, et permet donc la fermeture de la Meuse à la France. Cette alliance dure jusqu’en 1568, lorsqu’en raisons des troubles dans l’Empire de Philippe II, le prince-évêque Gérard de Groesbeek y renonce pour revenir à un statut de neutralité, moins périlleux.

## Les princes de Bavière
Les XVIe et XVIIe siècles seront éprouvants pour la Principauté, car elle subit de plein fouet la scission des Pays-Bas espagnols ainsi que les guerres de Louis XIV.
Sur le plan intérieur, la vie politique est dominée par l'opposition entre le parti populaire (les Grignoux, fervents défenseurs de la démocratie) et le parti aristocratique (les Chiroux, partisans du prince). Des journées d'émeutes eurent notamment lieu en 1636, lors d'une tentative de coup de force des Chiroux, et en 1646, quand des rumeurs annoncent que les Chiroux ont truqué les élections grâce à l'intervention des troupes espagnoles. Le bourgmestre Chiroux Charles de Méan démissionne alors au profit du Grignoux Renard Jaymaert.
Les émeutes se transformèrent en révolte. En 1647, les Grignoux remportent les élections et interdisent l'entrée à Liège du prince-évêque Ferdinand de Bavière (qui était à Visé accompagné de troupes allemandes). Celui-ci transfère le siège du gouvernement à Huy et, aidé par son neveu Maximilien-Henri, entreprend la reconquête de la Cité.

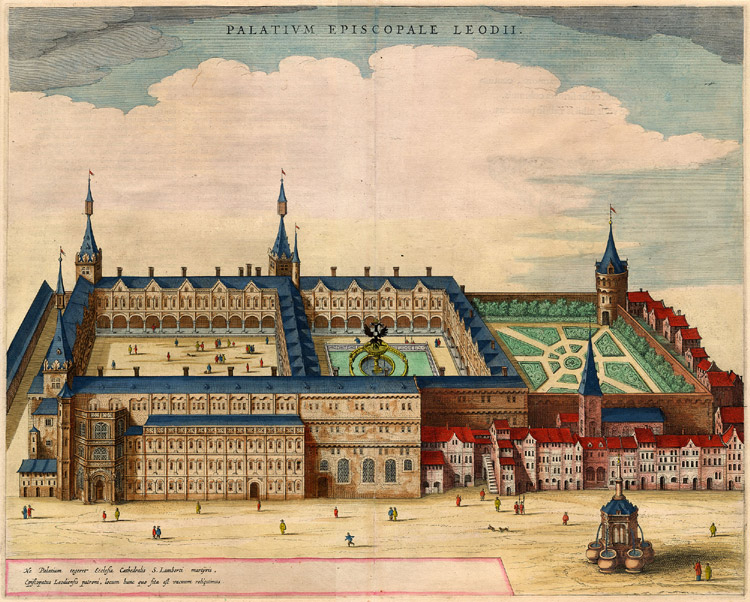
Palais épiscopal de Liège en 1649

Liège est bombardée le 12 août 1649 (l'Hôtel de ville sera brûlé) et capitule le 29 août. Le 19 septembre, le prince entre dans Liège accompagné de 2 000 cavaliers et de 1 000 fantassins et suspend la plupart des droits politiques. Le système électoral est également revu à la faveur du prince, qui aura alors tous pouvoirs.

### Les guerres de Hollande
Pour un article plus général, voir Guerre de Hollande.
En 1673, la guerre entre la France et les Provinces-Unies alliées à l'Espagne et à l'Empire font des places fortes de la Meuse et de la Sambre des points stratégiques. Le pays liégeois est rapidement « submergé par la guerre ».
Les Liégeois subissent de nombreuses réquisitions par les Français, ce qui ne les empêche pas d'applaudir le démantèlement de leur citadelle en 1676. Celle-ci représentant à leurs yeux le pouvoir arbitraire du Prince-évêque par les soldats qui y casernaient et qui dévalaient la colline de Sainte-Walburge pour rétablir l'ordre en cas d'« émotion » populaire.
Cet enthousiasme ne durera pas quand Louis XIV s'empare de Dinant, Huy, Thuin, Florennes, Châtelet, Couvin, faisant tomber les citadelles et pratiquant la politique de la terre brûlée. De plus, à la suite des traités de Nimègue de 1678, la principauté perd sa souveraineté sur le duché de Bouillon au profit du royaume de France.

### Les révoltes de 1678-1684

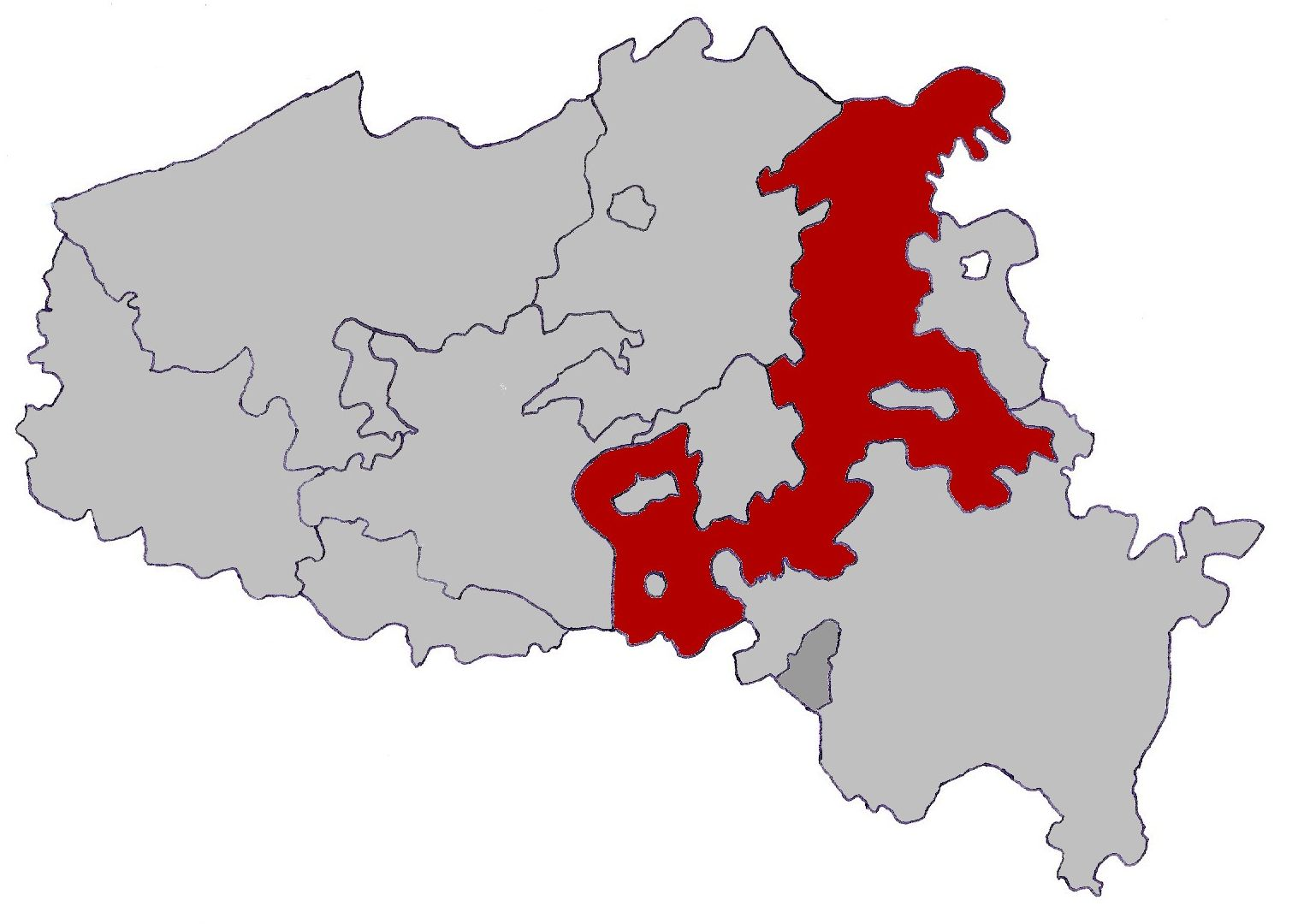
La Principauté de Liège en 1787 en rouge coupe en deux (gris clair) les Pays-Bas autrichiens et certaines provinces françaises du Nord du Royaume.

Les tensions entre riches et pauvres sont toujours vives. Les premiers occupent à Liège majoritairement la rive gauche de la Meuse alors que les seconds vivent sur la droite, dans les quartiers d'Outre-Meuse. Les revendications des misérables sont profondes, durables, et s'exprimeront avec violence dans les marges de « l'heureux dix-huitième siècle ». Le 27 juin 1683, les émeutiers sont rudement repoussés par les milices bourgeoises. Le prince-évêque Maximilien-Henri de Bavière mate dans le sang toute contestation des leaders populaires Renardi et Macors. Il met en place le « règlement de 1684 », qui impose une restriction des franchises de la cité et une réforme du règlement électoral qui met à sa botte une grande partie des trois États et des métiers.
Cette véritable révolution constitutionnelle, qui rompt avec les privilèges démocratiques issus des luttes politiques du Moyen Âge, sera dénoncée durant la révolution liégeoise le 18 août 1789. Le règlement de 1684 sera alors aboli, par un prince-évêque ramené prisonnier du château de Seraing.

### Guerre de la Ligue d'Augsbourg
Pour un article plus général, voir Guerre de la Ligue d'Augsbourg.
En 1688, Louis XIV déclare la guerre au Saint-Empire. La principauté participe à l'effort de guerre. On a calculé que les quelques milliers de Liégeois levés par la conscription correspondent à une saignée de 250 000 hommes à l'échelle de la France. L'État doit emprunter des sommes énormes et accabler les citoyens d'impôts impressionnants. Mais la Principauté est envahie et le prince-évêque Joseph-Clément de Bavière doit s'exiler. Du 4 au 6 juin 1691, le maréchal de Boufflers, pour venger l'insulte d'une négociation ratée, bombarde Liège et détruit un cinquième de la ville. Une des principales victimes est la « maison de la ville. » Le 14 août 1714, la première pierre du nouvel édifice est posée. La reconstruction de la cité sera rapide. Le traité des Barrières met fin à la guerre mais impose le démantèlement de la citadelle de Liège. Le prince Joseph-Clément de Bavière après son retour triomphal à Liège s'y oppose et obtient de l'Empereur en 1717 de maintenir le côté faisant face à la ville pour les cas de révolte.
La bataille de Rocourt (200 000 combattants) fut par ailleurs disputée sur les hauteurs de la ville en 1746 au cours de la guerre de Succession d'Autriche.

## Révolution liégeoise (1789-1795)
La révolution liégeoise (en wallon Revolucion lidjwesse ou Binamêye revolucion) est la période qui va de 1789 à 1795, et qui entraînera la disparition de la principauté de Liège après 8 siècles d'existence.
Selon certains historiens, la révolution liégeoise était un miroir de la Révolution française ou en était même une partie. La Révolution en France commença simultanément en 1789 et dans cette interprétation la révolution à Liège continuait après le retour temporaire du prince ; elle connut une deuxième phase avec l'entrée des troupes révolutionnaires en 1792, et une troisième phase en 1794 avec le deuxième retour des Français. Alors, la révolution finit en 1795 par la disparition de la principauté et son incorporation à la Première République française. Pendant cette phase la révolution a montré des épisodes extrêmes, par exemple la démolition de la cathédrale Saint-Lambert par les révolutionnaires liégeois mais également des épisodes prometteurs : Les Liégeois purent, pour la première fois, exprimer leur volonté à travers des élections au suffrage universel masculin et un référendum pour la réunion de la Principauté à la France. Le 21 février 1793, on recensa vingt et un mille cinq cent dix-neuf suffrages, dont seulement quatre-vingt-douze votes négatifs. Il faudra attendre le 3 mai 1793 pour que la Convention française prononce la réunion à la France, à un moment où le pays de Liège était complètement évacué par les armées françaises face à la poussée des Autrichiens. Deux jours plus tard, les armées autrichiennes reprenaient possession de la Principauté, contre la volonté du peuple désormais français.
Selon d'autres, la révolution se déroula pendant la période où le prince-évêque était absent, dès son départ pendant la nuit du 26 au 27 août 1789 jusqu'à son retour le 12 février 1791. Dans cette interprétation, la révolution liégeoise était la contrepartie de la révolution brabançonne dans les Pays-Bas autrichiens, qui a échoué. Cependant, on remarquera que la révolution liégeoise, à l'instar de la Révolution française, a pour but une remise en question profondément progressiste de l'ordre politique et social, à l'opposé de la révolution brabançonne qui s'inscrit dans la contestation et le rejet des réformes progressistes de Joseph II, ainsi que d'une volonté de rejoindre la République française.

### Liens externes

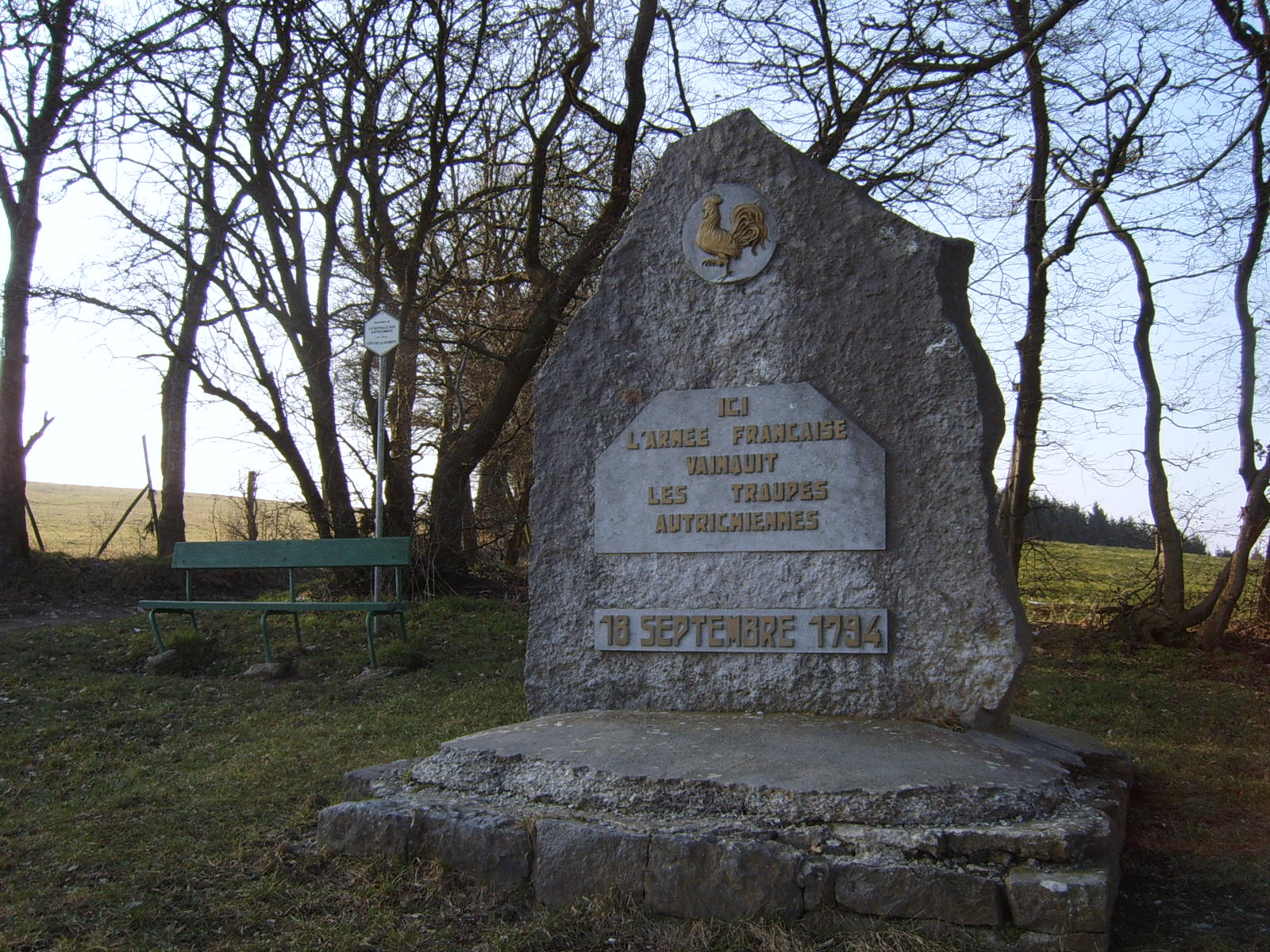
Monument sur le site de la Redoute, lieu de la bataille du 17 septembre 1794 consacrant la fin de la Principauté de Liège